# Marathon van Milaan 2015
De Marathon van Milaan 2015 vond plaats op zondag 12 april 2015. Het was de vijftiende editie van deze marathon.
De wedstrijd bij de mannen werd gewonnen door de Keniaan Kenneth Mburu in 2:08.44. Hij had slechts elf seconden voorsprong op zijn achtervolger en landgenoot Cyprian Kotut. De Keniaanse Lucy Karimi won de wedstrijd bij de vrouwen in 2:27.35.

## Uitslagen

### Mannen
| rang   | naam               | land | tijd    |
| ------ | ------------------ | ---- | ------- |
| Goud   | Kenneth Mburu      | KEN  | 2:08.44 |
| Zilver | Cyprian Kotut      | KEN  | 2:08.55 |
| Brons  | Philemon Githia    | KEN  | 2:09.08 |
| 4      | William Kibor      | KEN  | 2:09.58 |
| 5      | Samson Kiptoo      | KEN  | 2:10.27 |
| 6      | Solonei Rocha      | BRA  | 2:13.15 |
| 7      | El-Hussain Oukhrid | MAR  | 2:16.25 |
| 8      | Gilberto Silvestre | BRA  | 2:16.39 |
| 9      | Anton Kosmac       | SLO  | 2:18.07 |
| 10     | Tommaso Vaccina    | ITA  | 2:24.52 |

### Vrouwen
| rang   | naam              | land | tijd    |
| ------ | ----------------- | ---- | ------- |
| Goud   | Lucy Karimi       | KEN  | 2:27.35 |
| Zilver | Ayelu Lemma       | ETH  | 2:29.49 |
| Brons  | Fatna Maraoui     | ITA  | 2:33.16 |
| 4      | Pauline Wangui    | KEN  | 2:34.48 |
| 5      | Laila Soufyane    | ITA  | 2:38.05 |
| 6      | Lucija Krkoc      | SLO  | 2:47.44 |
| 7      | Valentina Menonna | ITA  | 2:48.05 |
| 10     | Karsta Parsiegla  | GER  | 2:58.43 |

2000 ·
2001 ·
2002 ·
2003 ·
2004 ·
2005 ·
2006 ·
2007 ·
2008 ·
2009 ·
2010 ·
2011 ·
2012 ·
2013 ·
2014 ·
2015 ·
2016 ·
2017